# Mary Bedford
Mary Esther Bedford (ur. 27 marca 1907, zm. 8 września 1997 w Durbanie) – południowoafrykańska pływaczka. Brązowa medalistka olimpijska z Amsterdamu.

## Kariera sportowa
Zawody w 1928 były jej jedynymi igrzyskami olimpijskimi. Brązowy medal zdobyła w sztafecie kraulowej, wspólnie z nią tworzyły ją także Freddie van der Goes, Rhoda Rennie i Kathleen Russell. Miała wówczas 21 lat.